# Diaphana globosa
Diaphana globosa är en snäckart som först beskrevs av Sven Lovén 1846.
Diaphana globosa ingår i släktet Diaphana och familjen Diaphanidae. Arten är reproducerande i Sverige. Inga underarter finns listade i Catalogue of Life.